# فيروس الإنفلونزا أ H5N3
فيروس الإنفلونزا أ H5N3 هو أحد أنماط فيروس الإنفلونزا أ، وهو قادر على التسبب بالإنفلونزا لدى الطيور.
تم عزل الفيروس في كيبك في أغسطس 2005 وفي السويد في أكتوبر 2005.
كما تم التعرف على الفيروس في مزرعة في غرب فرنسا في أواخر يناير 2009. سببت العدوى موت 90 طائر وتم قتل 4932 طائر في المزرعة كإجراء وقائي للحد من انتشار العدوى.